# Zabroni
Zabroni (in croato Čabrunići) è una frazione di 148 abitanti del comune croato di Sanvincenti.